# العبادة في المسيحية
تعتبر المسيحية دينًا طقسيًا، أي أنه يترافق مع مجموعة من الطقوس تتم غالبًا في الكنيسة التي هي مركز الحياة الدينية، وتدعى الكنائس الكبرى والتي هي مقر إقامة الأسقف بالكاتدرائية؛ وقد تنوعت التعاريف المجترحة لهذه الطقوس المرتكزة على الأسرار السبعة المقدسة، غير أنها في المجمل:
| العبادة في المسيحية | إن هذه الأسرار بصفتها علامات حسية لها دور تعليمي، فهي تغذي الإيمان وتقويه وتعبر عنه صراحة لهذا سميت أسرار الإيمان، والاحتفال بها (المصطلح الكنسي يعني ممارستها) يهيئ المؤمنين أحسن تهيئة لقبول النعمة قوبلاً مثمرًا ولتأدية العبادة لله بصورة صحيحة. | العبادة في المسيحية |

## الطقوس والممارسات الدينية

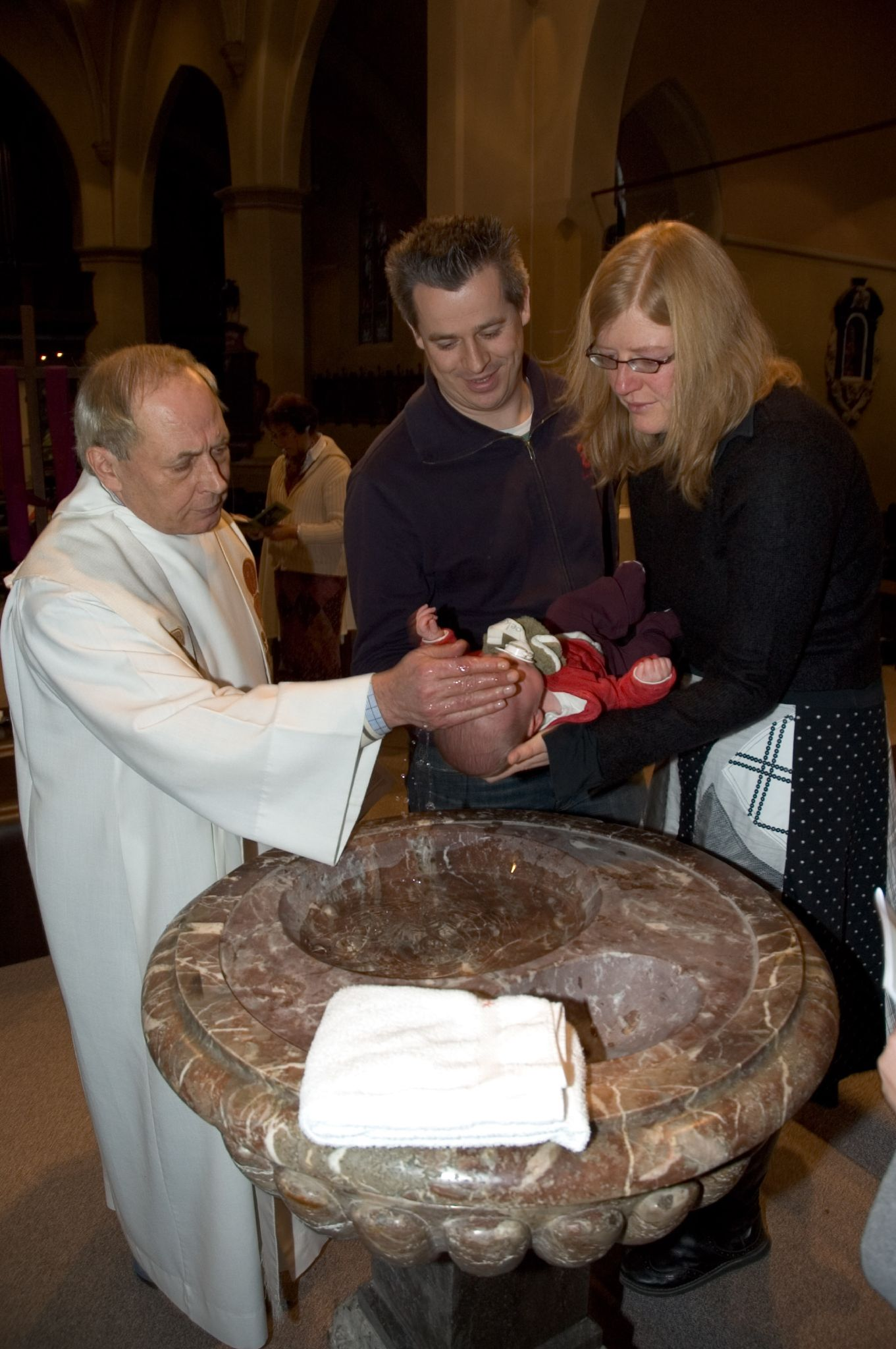
العماد وهو سر دخول المرء في المسيحية.

وتختلف هذه الطقوس في ظاهرها باختلاف الليتورجيا المتبعة وباختلاف العادات الشعبية أيضًا، إذ إن كثيرًا من هذه الطقوس اقتبست من ثقافات مناطق انتشارها؛ كما تختلف باختلاف الطوائف لكنها بشكل عام واحدة في الجوهر أي أن غايتها واحدة؛ يعتبر الطقس اللاتيني من أكثر الطقوس انتشارًا في العالم، ومن الطقوس الهامة الأخرى الطقس السرياني، ويقسم بدوره إلى سرياني شرقي (لكونه انتشر شرق نهر الفرات) وسرياني غربي (لكونه انتشر غرب نهر الفرات) والقبطي والبيزنطي؛ وقد تأثرت هذه الطقوس إلى جانب تأثرها بثقافات الشعوب السائدة، ببعضها بعضًا واقتسبت من بعضها البعض في كثير من الأحيان.
يعتبر القداس الإلهي أشهر الطقوس المسيحية وأهمها، وهو يقام يوميًا في الكنيسة الكاثوليكية وأسبوعيًا أو بشكل نصف أسبوعي لدى سائر الكنائس، وإلى جانب القدّاس الإلهي تكثر الطقوس المرتبطة بمراحل حياة الإنسان، كالعماد وهو سر الدخول إلى المسيحية ويلحق به سر التثبيت باستخدام الميرون، الزواج استنادًا إلى ما ورد في الرسالة إلى أفسس 32/5، الجنازة وهناك أيضًا سر مسحة المرضى استنادًا إلى مرقس 13/6 و رسالة يعقوب 14/5؛ أو تلك المرتبطة بالمناسبات والأعياد الدينية كرتبة جمعة الآلام، درب الصليب وأربعاء الزيت.

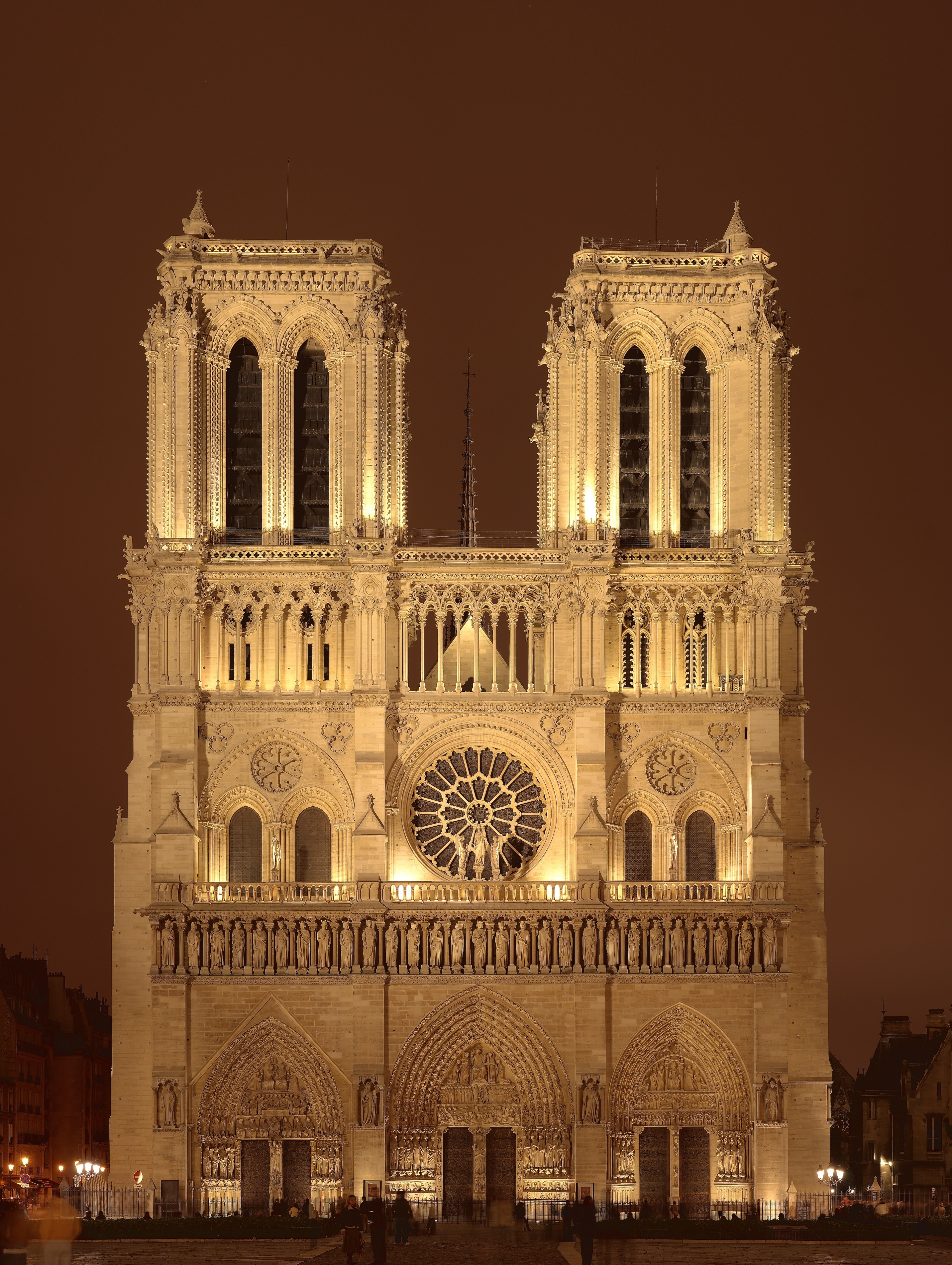
كاتدرائية نوتردام، باريس: مركز الحياة الدينية في المدينة.

الكنائس البروتستانتية عمومًا ترفض الطقوس، ذلك باستثناء الكنائس البروتستانتية الأسقفية، وبعض الكنائس البروتستانتية الأخرى تكتفي بسري أو طقسي العماد والافخارستيا؛ غير أن بعضها الآخر يمتلك طقوسه الخاصة كالتهليل بصوت مرتفع.
يقدس المسيحيون يوم الأحد لأنه اليوم الذي قام به يسوع من الموت وفقًا لمعتقداتهم، وإلى جانب الصلوات العامة التي تقام في الكنيسة هناك الصلوات الخاصة التي يقيمها الفرد بينه وبين الله مباشرة، وغالبًا ما توصي الكنيسة بأن تكون هذه الصلوات مرتبطة بأحداث النهار كقبل الطعام وبعده.
وترافق جميع الطقوس المسيحية على اختلافها قراءات منتقاة من الكتاب المقدس حسب الأيام أو المناسبة وتفسيرها، إضافة إلى إنشاد ترانيم دينية موافقة للزمن الطقسي أو موضوع الإنجيل، إضافة إلى استحضار الروح القدس.
وعلى عكس عدد كبير من الديانات الأخرى، فإن المسيحية لا تحوي على شريعة محددة بممنوعات أو محظورات أو تفرض عادات معينة، غير أنها تدعو إلى حياة أخلاقية واجتماعية عادلة وبالتالي تحرم كل ما يعارضها، القتل بما فيه الإجهاض، السرقة، الحسد، الزنى وغيرها ما يشكل عمليًا الوصايا العشر؛ إن شريعة العهد الجديد، كما يرى المسيحيون، تختصر في فعل المحبة، فالمسيحي مدعو لأن تكون جميع أعماله تجاه نفسه والمجتمع ناجمة عن المحبة، وذلك لأن المحبة تتفوق في اللاهوت المسيحي على الإيمان ذاته، وبالتالي فكل فعل صادر عن محبة هو ليس بخطيئة.
يترجم فعل المحبة حسب المسيحية إلى ما يسمى أعمال الرحمة، وتأخذ هذه الأعمال أهمية خصوصًا لدى الكنيسة الكاثوليكية، والأرثوذكسية الشرقية والميثودية وينظر إلى هذه الأعمال كوسيلة لنيل النعمة والقداسة، تقليديًا تم تقسيم أعمال الرحمة إلى فئتين، في كل منها سبعة عناصر، أعمال الرحمة البدنية والتي تهتم بالاحتياجات المادية للآخرين، وأعمال الرحمة الروحية التي تهتم بالاحتياجات الروحية للآخرين. وبالتالي اتباعًا لوصية المحبة وأعمال الرحمة أنشأت الكنيسة المستشفيات والمدارس والجامعات والجمعيات الخيرية ودور الأيتام والملاجئ لمن هو بلا مأوى.
أما القانون الكنسي ومصدره الكتاب المقدس جنبًا إلى جنب قوانين الرسل (الدسقولية والديداخي) وكتابات آباء الكنيسة (موسوعة آباء ما قبل نقية وموسوعة آباء نقية وما بعدها) والمجامع، فهو عبارة عن نظام أساسي لمجموعة القوانين والأنظمة الصادرة أو التي اعتمدتها السلطة الكنسية، وتحدد وتنظم هذه القوانين العمل الكنسي لمختلف الطوائف المسيحية، وهي عبارة أيضًا عن قواعد ملزمة والتي تحكم علاقات الأفراد ومعاملاتهم بالله وبالناس وبالمجتمع وتخضع للمصادر الكنسية المسيحية، ولا تنصرف فقط إلى مسائل الأحوال الشخصية من زواج وتفريق وغيره من مسائل الحالة الشخصية، ولكن إلى تطبيق المصادر المسيحية الكنسية المعترف بها.
بشكل عام تعتبر الكنيسة الكاثوليكية الأكثر تطويرًا للعقائد المسيحية من خلال دراسة خلفية النص بدلاً من حرفيته، على عكس بعض الكنائس البروتستانتية التي تنحو نحو التفسير الحرفي للكتاب المقدس بفرض سلسة من الشرائع كالقيود على الطعام وختان الذكور الذي تفرضه أيضًا كنيسة التوحيد الأرثوذكسية الإثيوبية والكنيسة القبطية الأرثوذكسية، بالإضافة إلى أنتشاره الواسع أيضًا بين المسيحيين في الولايات المتحدة الإمريكية والفلبين وأفريقيا والشرق الأوسط تأثرًا بالعادات الاجتماعية والثقافة السائدة.

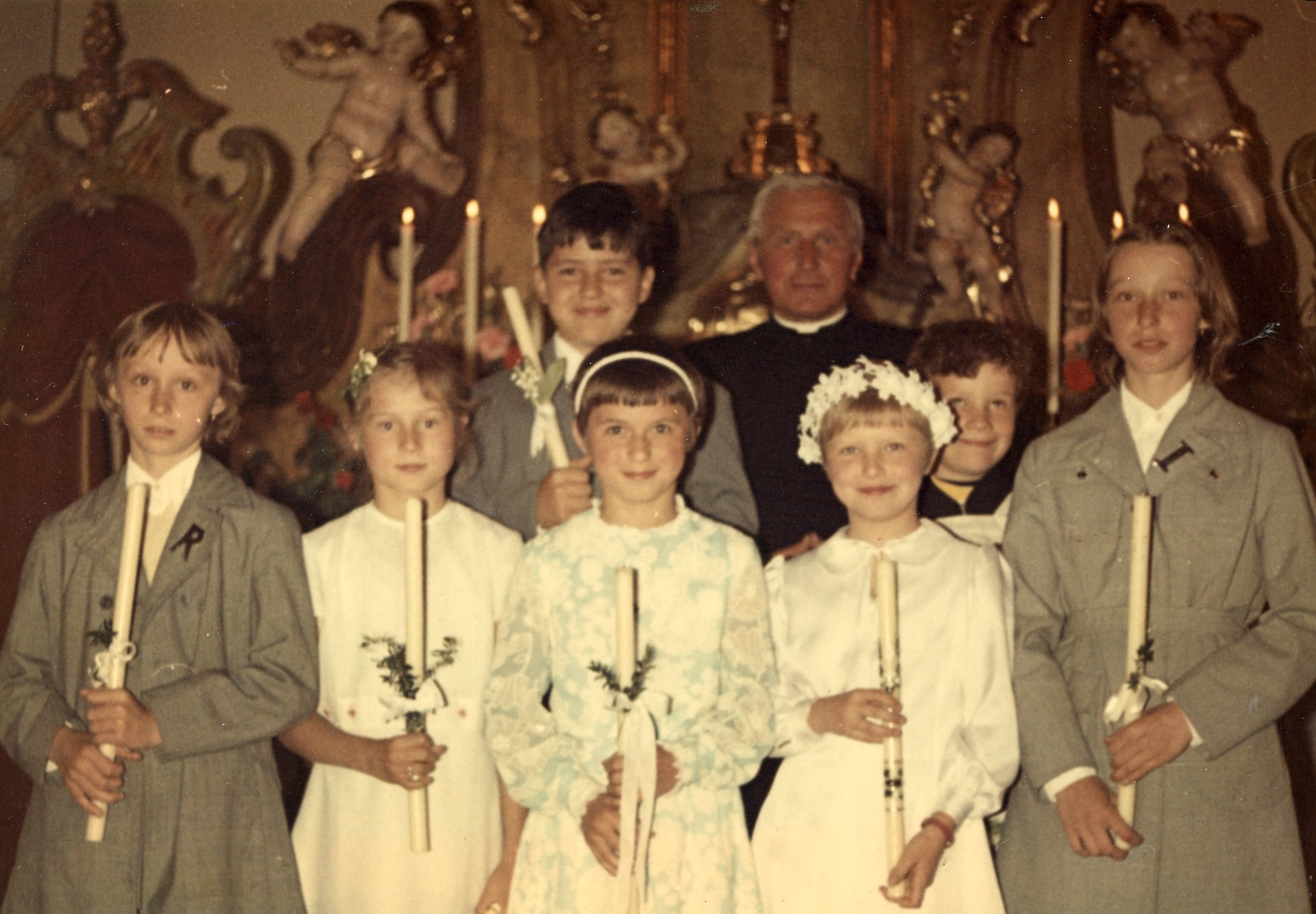
سر الأفخارستيا: ويتم نيل السر عن طريق احتفال ديني أول قربانة.
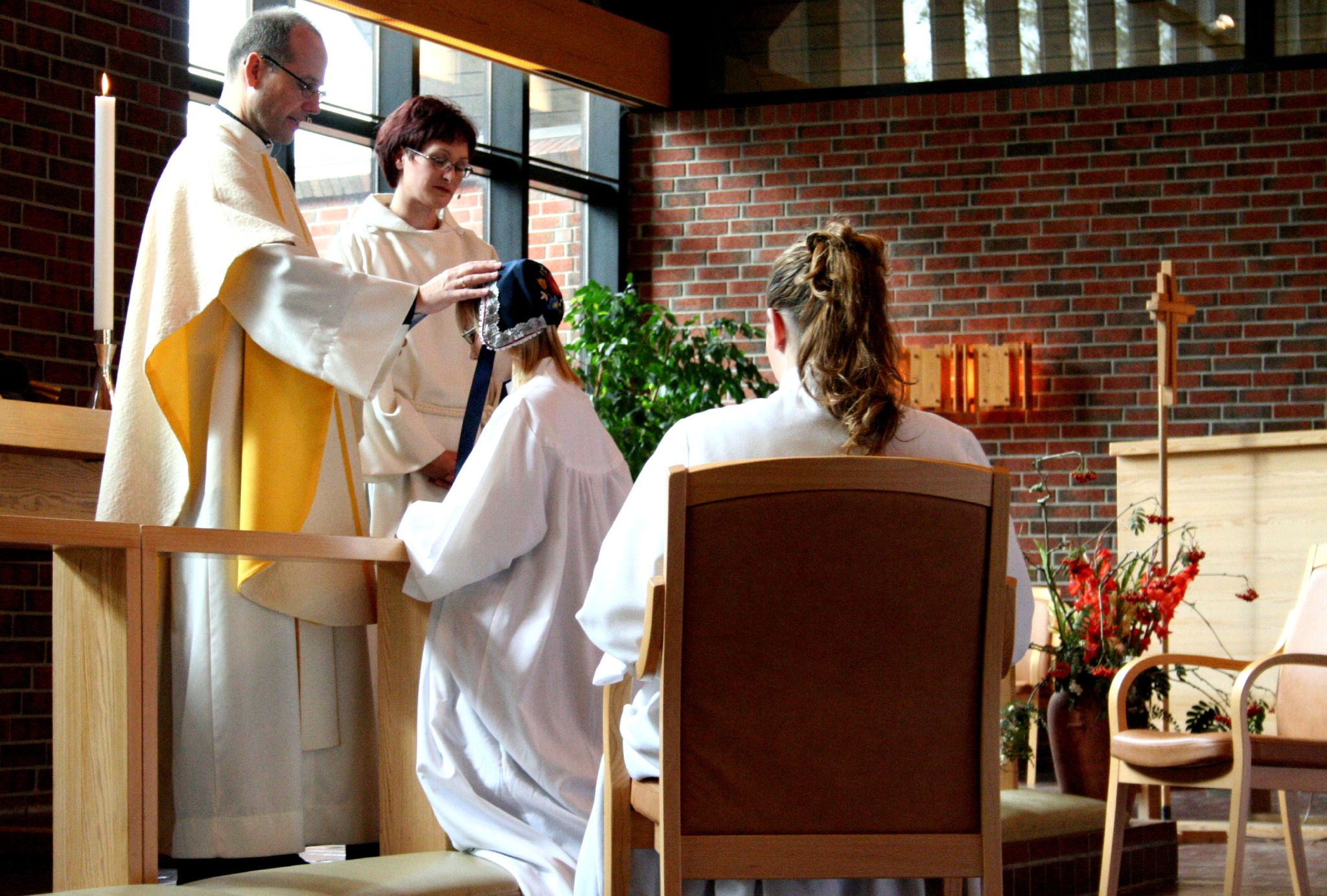
سر الميرون: أسقف بروتستانتي لوثري يقوم بالتثبيت.
سر الزواج: زفاف في الكنيسة الصربية الأرثوذكسية ويتم بمباركة رجل الدين.
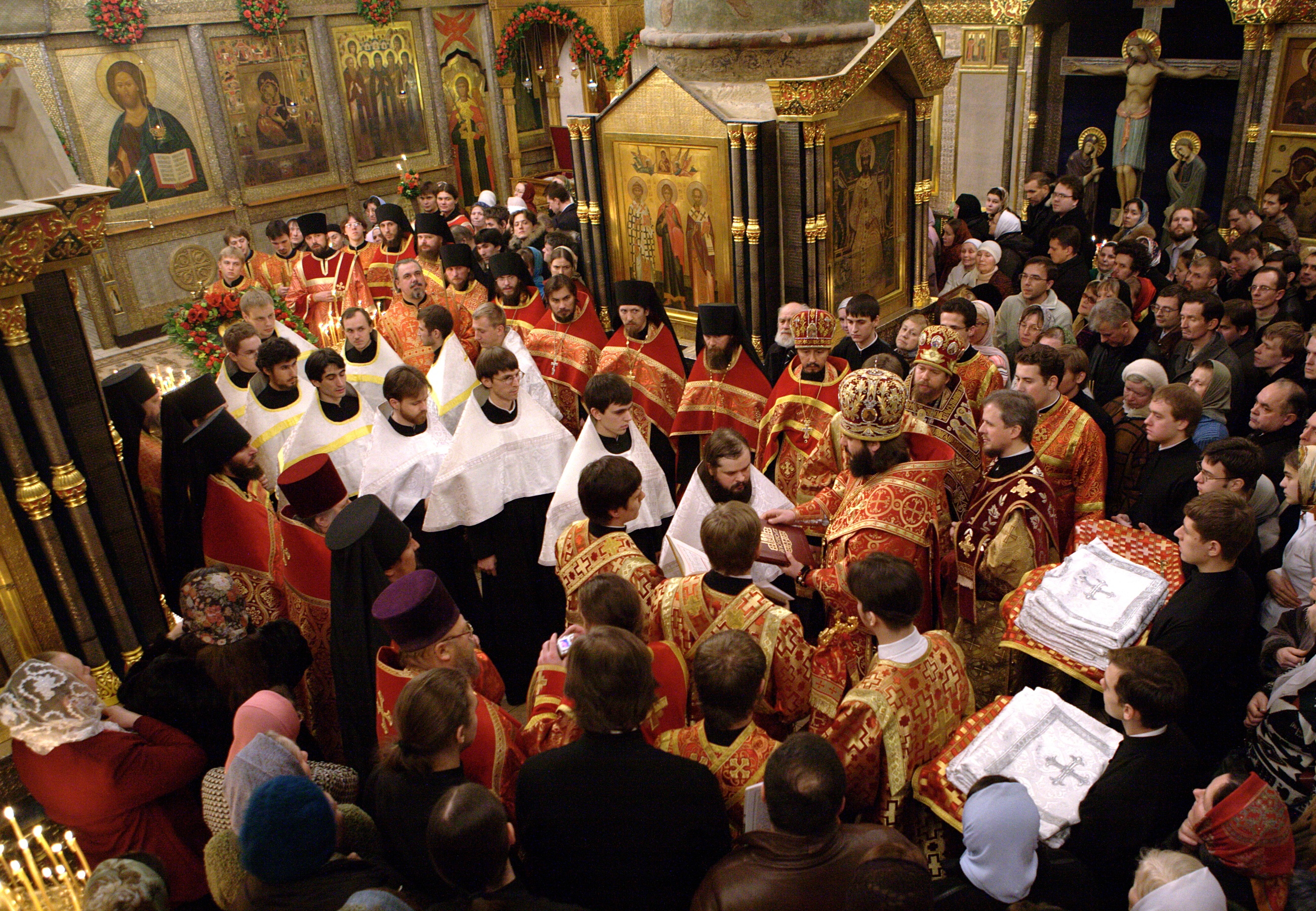
سر الكهنوت: سيامة كاهن في حسب الطقوس المسيحية الشرقية.
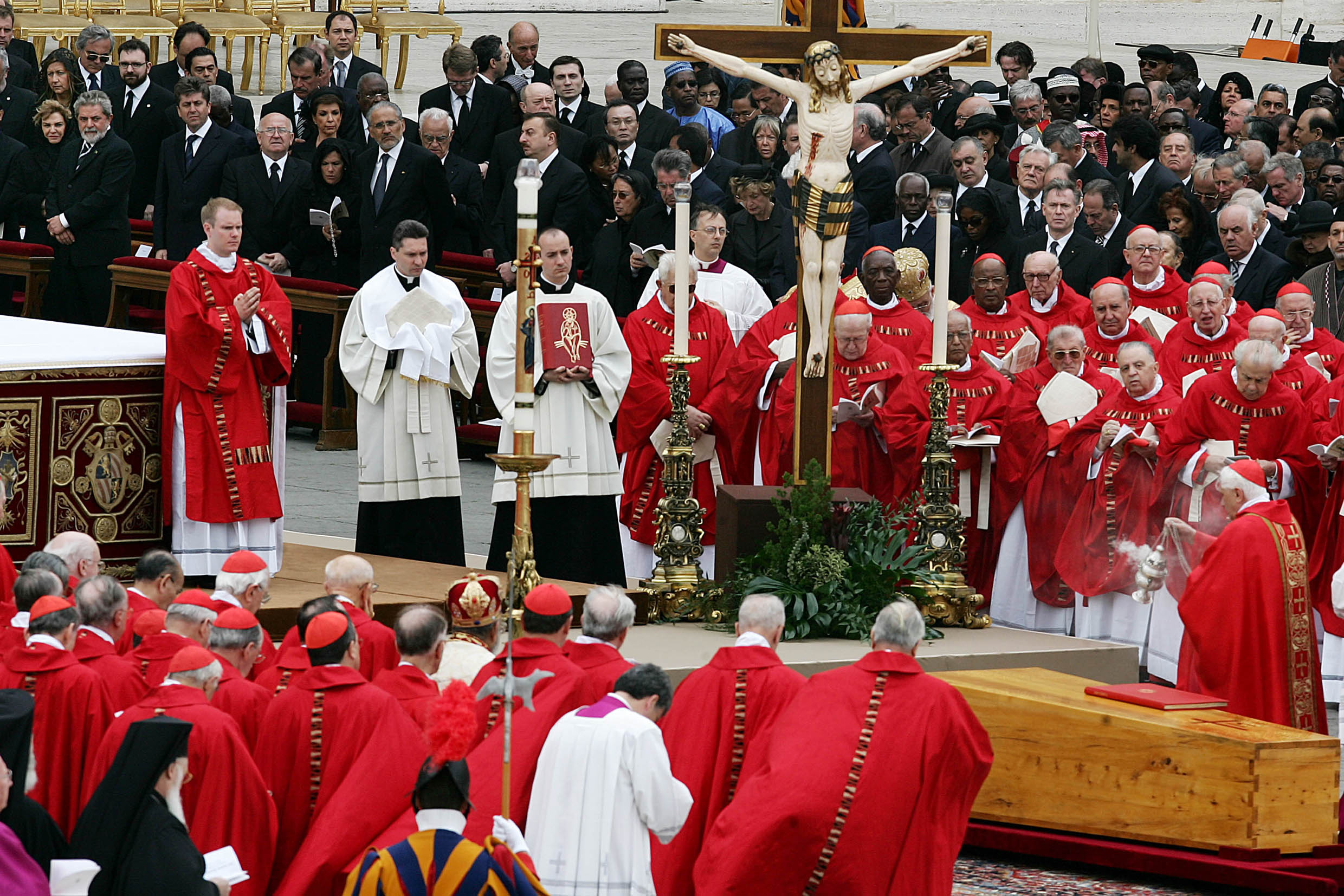
صلاة جناز للبابا يوحنا بولس الثاني.
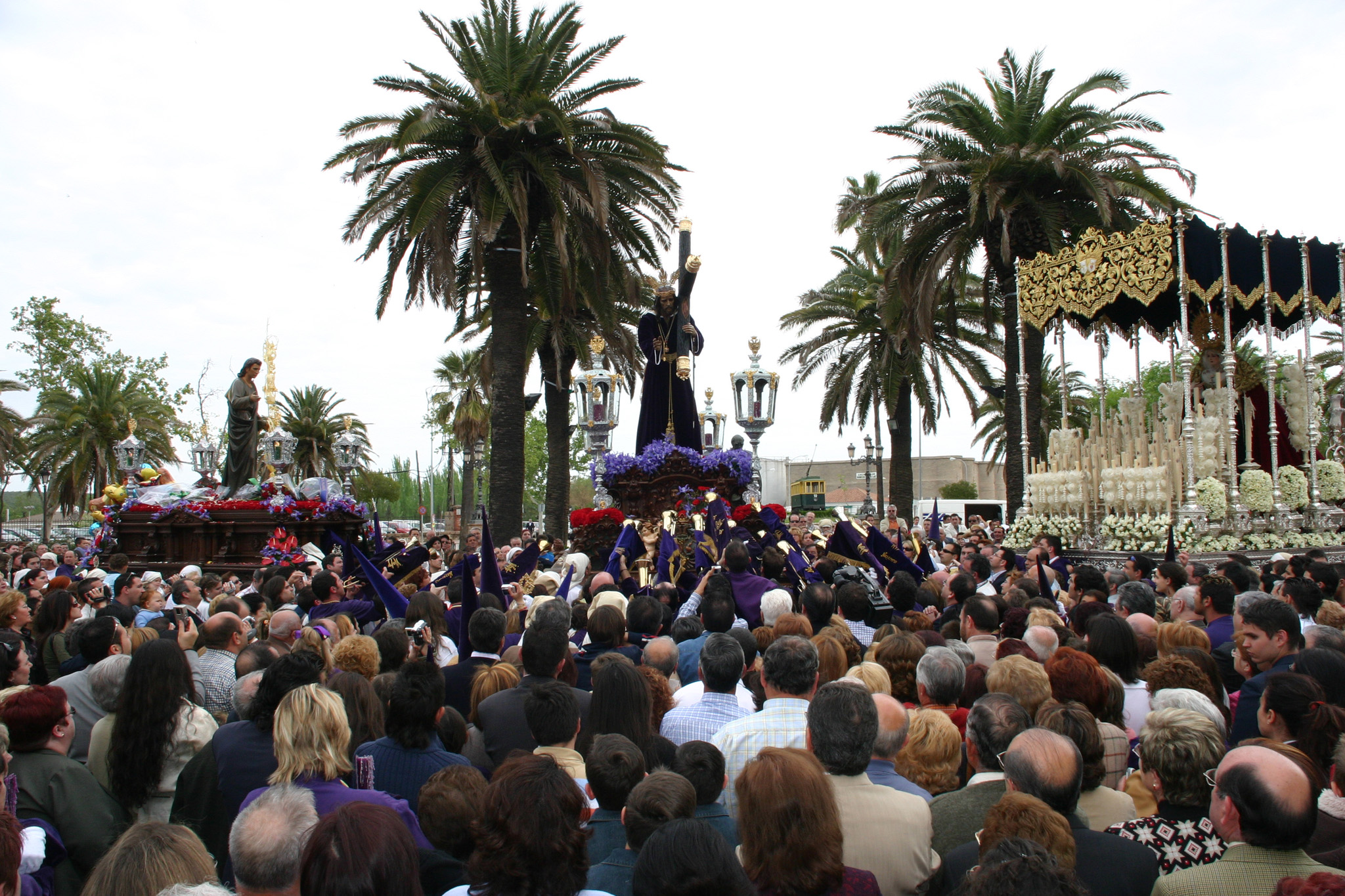
تطواف جمعة الآلام، تعتبر التطوافات جزء من الثقافة المسيحية الشعبية.
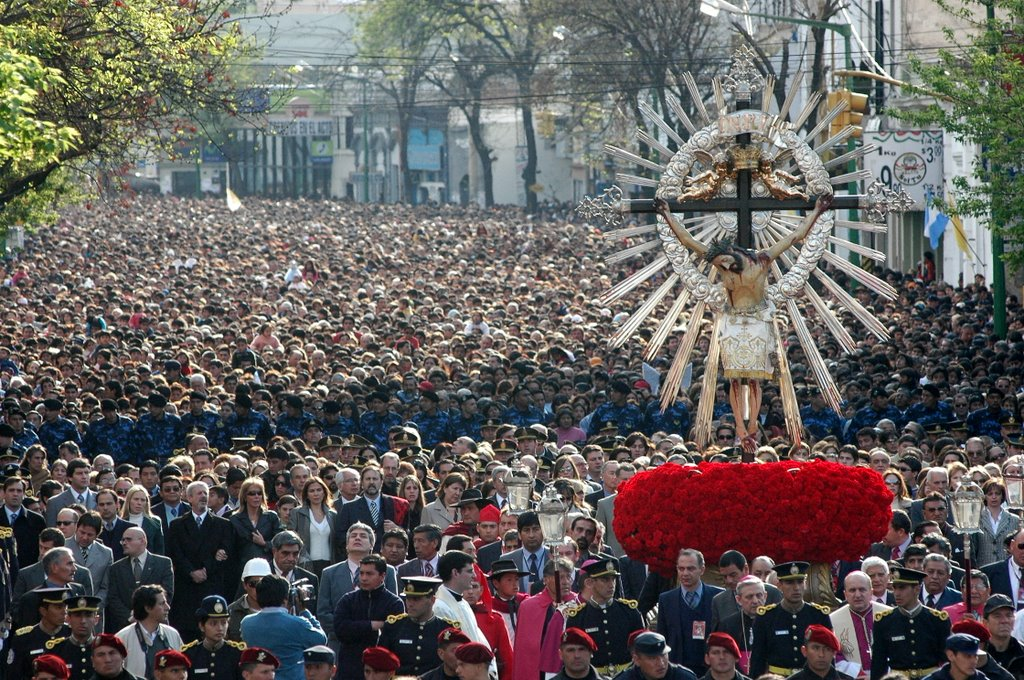
تطواف الشعانين في  الأرجنتين، تعتبر التطوافات جزء من الثقافة الكاثوليكية الشعبية.
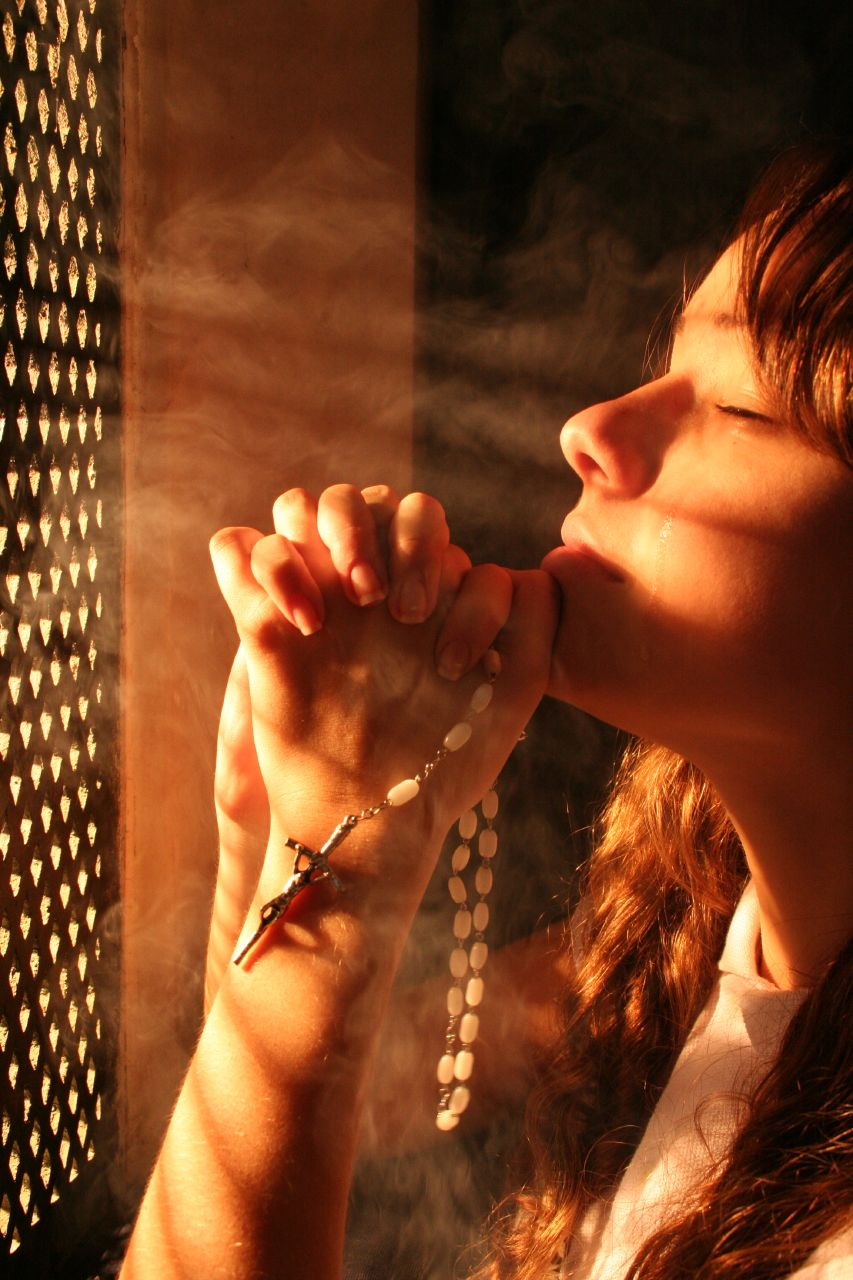
فتاة تصلي صلاة المسبحة الوردية.
حلقة لمجموعة بروتستانتية إنجيلية تدرس الكتاب المقدس.
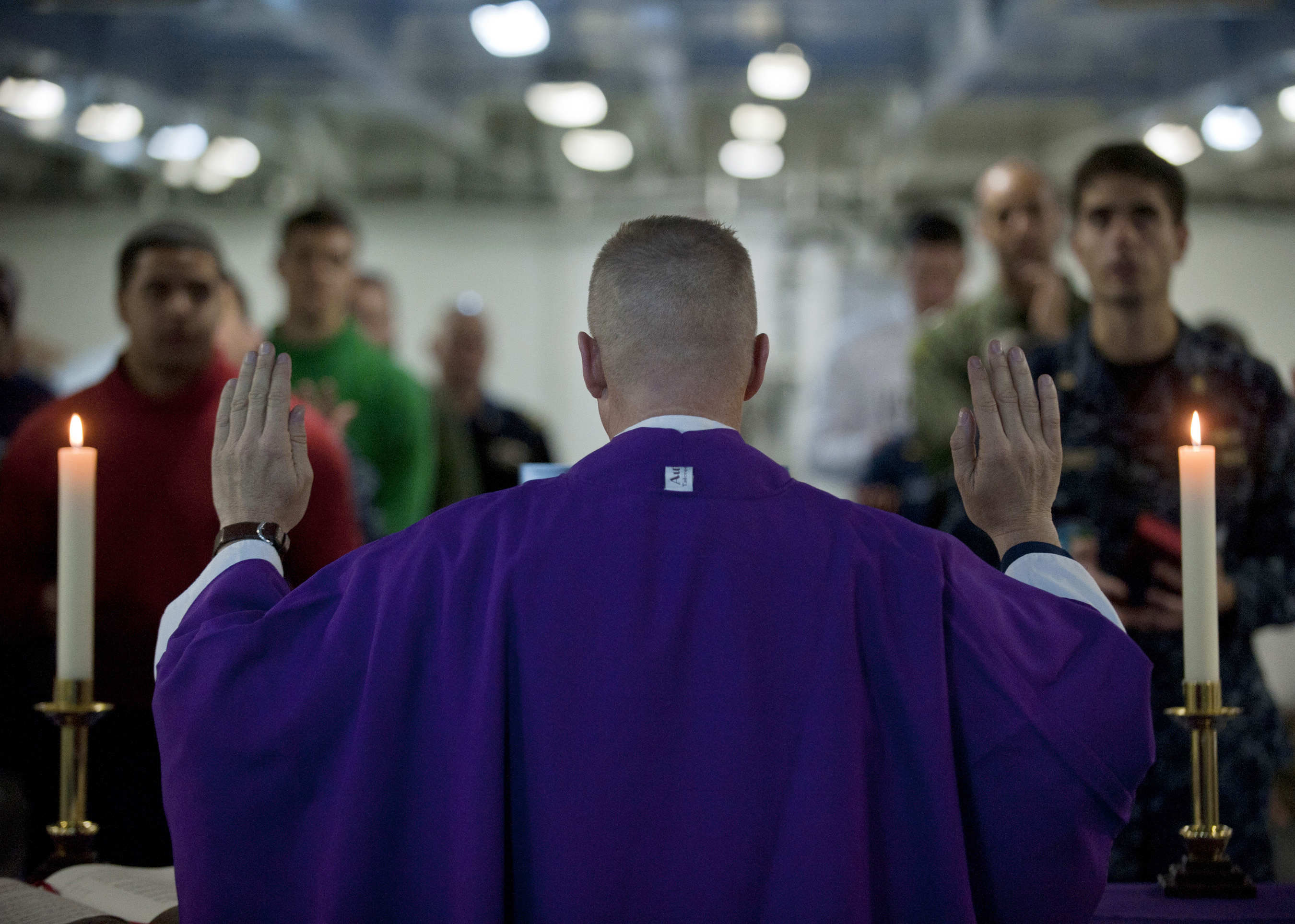
قداس حسب الطقوس الكاثوليكية.
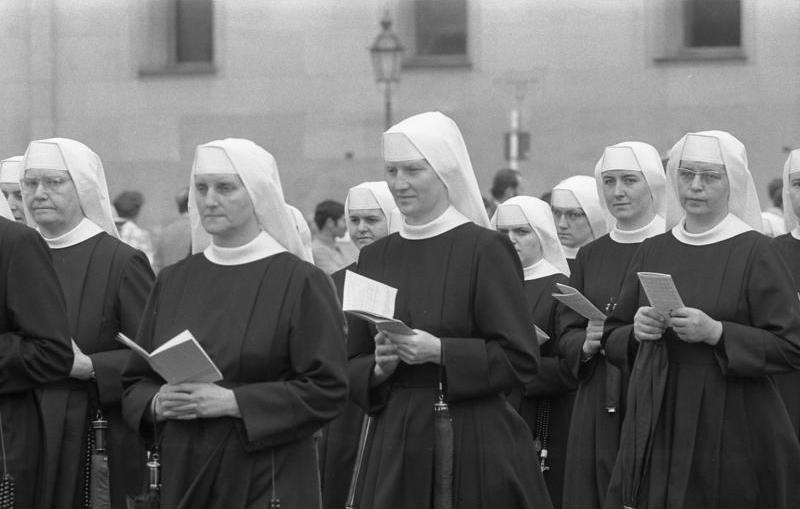
راهبات بندكتيات ينشدن التراتيل.
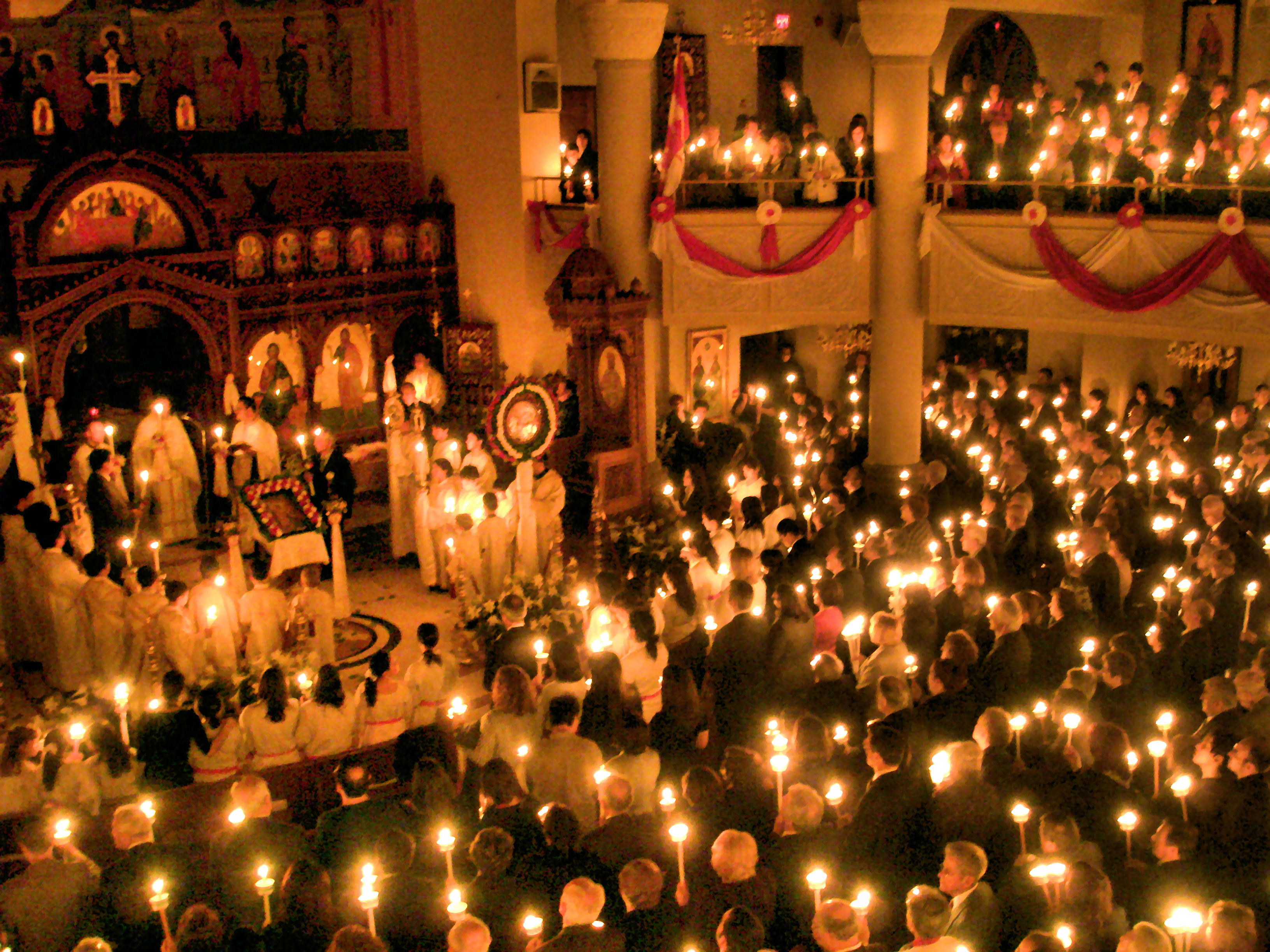
احتفالات سبت النور في الكنيسة اليونانية الأرثوذكسية.
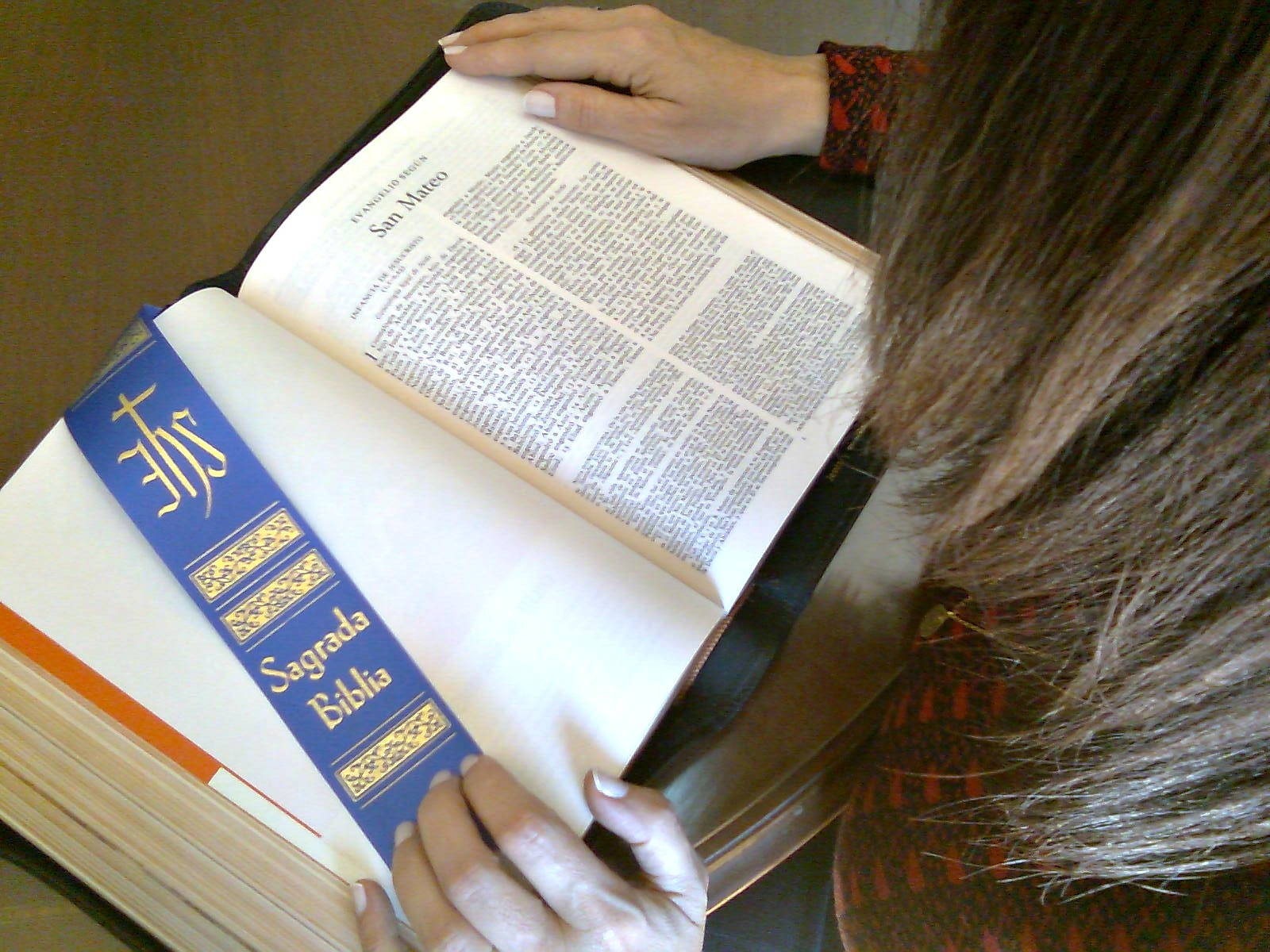
فتاة تقوم بقراءة ودراسة الكتاب المقدس؛ لدراسة الكتاب المقدس أهميَّة خاصة في الثقافة البروتستانتية.
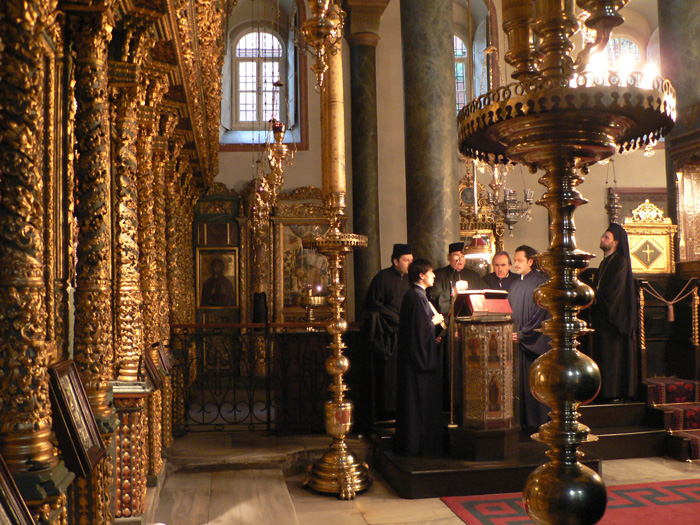
رهبان أرثوذكس في إسطنبول في  تركيا؛ يصلون صلوات الساعات.
عائلة مسيحية تصلّي قبل الطعام في عيد الشكر.

### القداس الإلهي، سر الافخارستيا، القربان الأقدس
| ذوقوا وانظروا ما أطيب الرب. |
| —مزامير 8/34                |

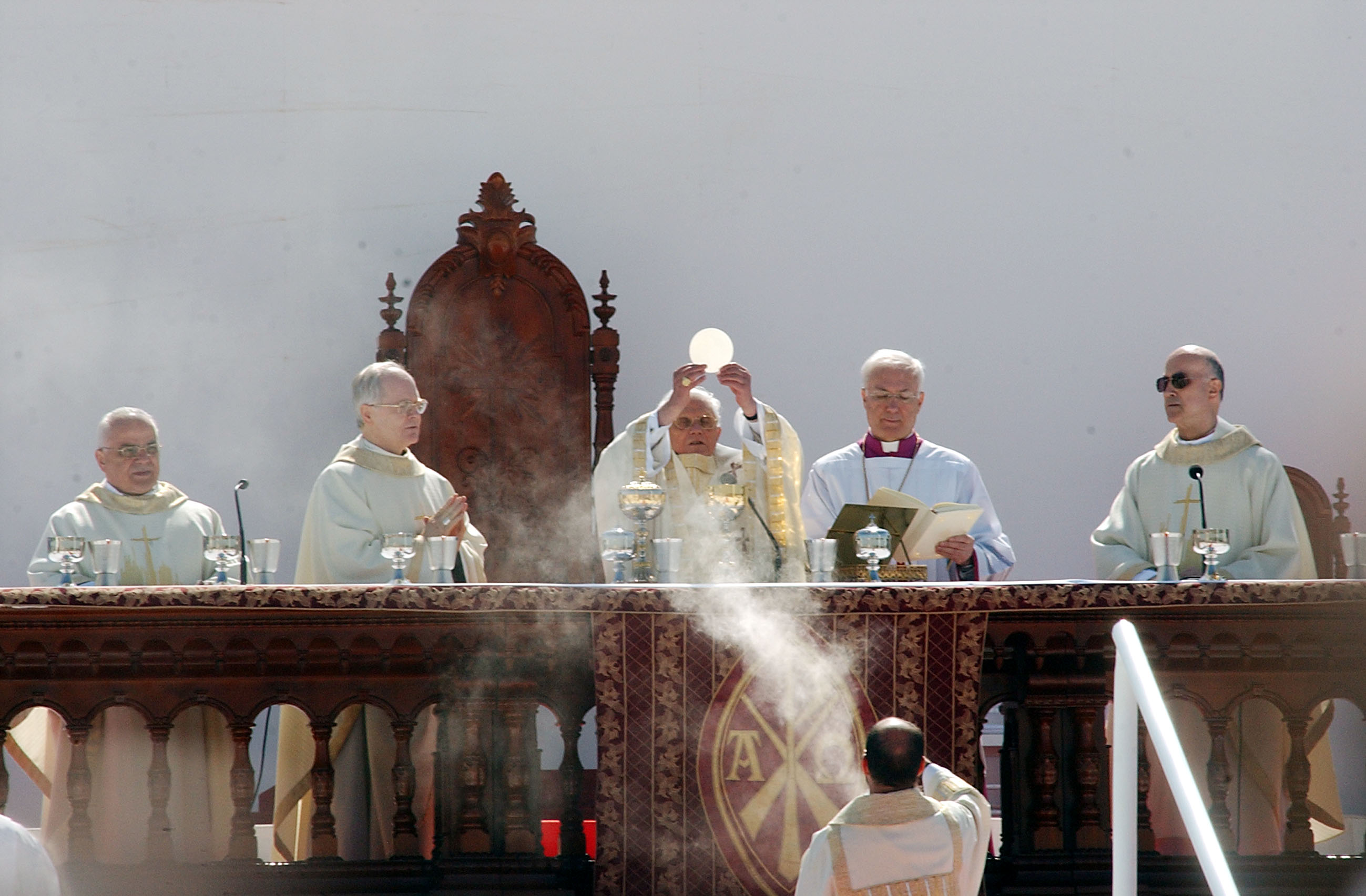
البابا بندكت السادس عشر يحتفل بسر القربان الأقدس.

الافخارستيا (باليونانية: εὐχαριστία؛ باللاتينية: Eucharistia) كلمة يونانية تعني الشكران، بحسب المصطلحات الكنسية يطلق اسم الافخارستيا على سر القربان وذلك لأن المسيحيين يشكرون الله لمنحهم هذا السر، وتقام الافخارستيا ضمن القداس الإلهي حصرًا ولا يمكن أن تقام خارجه.
القداس الإلهي يتألف من قسمين أساسيين، القسم الأول ’الكلمة‘ حيث تقام صلوات البدء والتمجيد وعدد من الأناشيد تليها قراءة الإنجيل وتفسيره، وهذا أصل التسمية بالكلمة إذ تقرأ به ’كلمة الله‘ وتفسر، القسم الثاني من القداس هو الافخارستيا أي عندما يتم استحضار الروح القدس لتحويل الخبز والخمر إلى جسد يسوع ودمه، وترافق رتبة الاستحضار عدد من الرتب والطقوس المختلفة بحسب الطوائف والليتورجيات المتبعة، غير أن أهم رتبتين هما رتبة السلام أي منح سلام المسيح ورتبة التوبة المختصرة التي تلحق بها المناولة؛ تؤمن أغلب الطوائف المسيحية أن الخبز والخمر يتحولان فعلاً إلى جسد المسيح ودمه، ويعامل القربان بالتالي معاملة المسيح نفسه، يأت هذا الاعتقاد من ما ذكر في الإنجيل بأنه في الليلة التي سبقت آلام المسيح أخذ الخبز وقدمه للتلاميذ الاثني عشر قائلاً لهم هذا هو جسدي، وكذلك فعل على كأس الخمر هذا هو دمي، ثم طلب منهم أن يصنعوا هذا دائمًا لذكره، وبرر ذلك بأن جسده ودمه لغفران الخطايا ولنوال الحياة الأبدية (أحد المسميات المسيحية للجنة)، بعد قيامته فعل الشيء ذاته إذ يذكر إنجيل لوقا أنه قد «ظهر» لتلمذين من تلاميذه فأخذ يشرح لهما الكتاب المقدس، أي أنه قام بقسم الكلمة، ثم أخذ الخبز وباركه وكسره، ويذكر سفر أعمال الرسل أن الكنيسة الأولى كانت تقيم هذا التقليد بشكل دائم، ثم قام بولس الرسول بوضع مزيد من القواعد المنظمة المفسرة له فيوبخ من ينقطع عن حضوره، ويعلن أن الاشتراك به هو الاشتراك مع المسيح، ويقدم إنجيل يوحنا على لسان يسوع مزيدًا من الوضوح:
| فمن أكل الخبز وشرب الكأس بغير استحقاق، يكون مذنبًا تجاه جسد الرب ودمه، إذ لم يميز جسد الرب. |
| —الرسالة الأولى إلى كورنثس27/11                                                            |

| العبادة في المسيحية | فأثار هذا الكلام جدالاً عنيفًا بين اليهود، وتسائلوا: كيف يقدر هذا أن يعطينا جسده فنأكله؟ فأجابهم يسوع: الحق الحق أقول لكم إذا لم تأكلوا جسد ابن الإنسان وتشربوا دمه فلا حياة لكم؛ من يأكل جسدي ويشرب دمي فله الحياة الأبدية وأنا أقيمه في اليوم الأخير، لأن جسدي طعام حق ودمي هو الشراب الحقيقي، من يأكل جسدي ويشرب دمي يثبت فيّ وأنا فيه. | العبادة في المسيحية |

يستشهد اللاهوتيون المسيحيون أيضًا بعدد من مقاطع العهد القديم لإثبات ذلك، وعلى الرغم من هذا هناك عدد من الخلافات العقائدية بين الطوائف حول طرق استعمال هذا السر وطرق منحه،(12) سوى ذلك فلا تعترف جميع الطوائف البروتستانتية بهذا السر وتمارسه، هناك الكنائس البروتستانتية الأسقفية واللوثرية والمشيخية تقوم فعلاً بممارسته غير أن قسمًا آخر يفسر الآيات الخاصة به بشكل رمزي أو يقيمه كتذكار دون الإيمان بتحول الخبز والخمر إلى جسد المسيح ودمه.

### العبادات الفردية

عائلة مسيحية تصلّي قبل الطعام في عيد الشكر.

العبادات الفردية هي قائمة أساسًا نتيجة إمكانية تواصل كل فرد في البشرية مع الله وتدعى «علاقة صداقة مع الله»؛ أشهر أنواع العبادات الفردية هي صلاة الأبانا المأثورة عن المسيح؛ كذلك فإن قراءة الكتاب، خصوصًا مزامير آل داود، تعتبر من العبادات الفردية؛ هناك أيضًا "صلوات الساعات"، وهي سبع صلوات في اليوم مقتبسة من التراث اليهودي المسيحي، تعتبر فرضًا على الرهبان، وخيارًا بالنسبة للباقي؛ ومن الأنواع الشائعة الأخرى المسبحة الوردية بالنسبة للكاثوليك. يعتبر الصوم أيضًا جزء من العبادات الفردية حسب وصية المسيح، بأن تقرن الطلبات من الله بالصوم؛مر 2:20] وتوجد أنواع مخصوصة من الصوم في بعض الكنائس مثل الصوم الكبير والصوم الصغير؛ وتعتبر مساعدة الفقراء من العبادات الفردية حسب وصية المسيح «كل ما فعلتموه لإخوتي الصغار هؤلاء، فلي قد فعلتموه»،مت 25:40] وتدعى إجمالاً أعمال الرحمة، والتبشير، والصدقات، والنذور، والتأمل، وساعات السجود، والأدعية قبل الطعام وبعده، وكذلك العشور الواسعة الانتشار، والتي تديرها الكنيسة مباشرة، أو تنفق مباشرة لذوي الحاجة دون وساطة الكنيسة.

## ملازم تعرفو عنهم شيء اذا انتم مسليمين
1. ↑  الوصول: 10 أغسطس 2019.
2. ↑  انظر المجمع الفاتيكاني الثاني دستور في الليتورجيا المقدسة المادة عدد 50 نسخة محفوظة 18 يناير 2012 على موقع واي باك مشين.
3. ↑  الأبنا تكلا هيامونت نسخة محفوظة 25 يوليو 2017 على موقع واي باك مشين.
4. ↑  رسالة يوحنا الأولى 16/4
5. ↑  رسالة كورنثس الأولى 14/16
6. ↑  رسالة كونتثس الأولى 2/13
7. ↑  كيف بنت الكنيسة الكاثوليكية الحضارة الغربية (بالإنجليزية) نسخة محفوظة 20 يناير 2018 على موقع واي باك مشين.
8. ↑  الختان والجدل الديني نسخة محفوظة 03 مارس 2016 على موقع واي باك مشين.
9. ↑  الافخارستيا هدية ومسؤولية [وصلة مكسورة] نسخة محفوظة 5 مايو 2010 على موقع واي باك مشين.
10. ↑  متى 26/26
11. ↑  متى 27/26
12. ↑  لوقا 19/22
13. ↑  متى 26/ 28-29
14. ↑  لوقا 26/24
15. ↑  لوقا 35/24
16. ↑  أعمال الرسل 42/2
17. ↑  الرسالة إلى العبرانيين 25/10
18. ↑  الرسالة الأولى إلى كورنثس 16/10
19. ↑  يوحنا 6/ 52-56
20. ↑  انظر مثلا صموئيل الأول 3/10 والمزمور 8/34
21. ↑  ما هي مجمل الخلافات بين الكنيسة الأرثوذكسية وطائفة البروتوستانت؟ نسخة محفوظة 11 يوليو 2017 على موقع واي باك مشين.
22. ↑  مورد العابدين، ص.286
23. ↑  الصلاة الربية، البطريركية الكلدانية، 5 ديسمبر 2013. نسخة محفوظة 24 سبتمبر 2015 على موقع واي باك مشين.
24. ↑  مورد العابدين، ص.12
25. ↑  صلوات الساعات، الأنبا تكلا، 4 ديسمبر 2013. نسخة محفوظة 24 يوليو 2017 على موقع واي باك مشين.
26. ↑  المسبحة الوردية، مار نرساي، 5 ديسمبر 2013. نسخة محفوظة 27 ديسمبر 2016 على موقع واي باك مشين. [وصلة مكسورة]
27. ↑  مورد العابدين، ص.550
28. ↑  فتاوى لاهوتية، ص.39
29. ↑  فتاوى لاهوتية، ص.101